# Campionat del Món d'esgrima de 1951
El Campionat del Món d'esgrima de 1951 fou la setena edició del Campionat del Món d'esgrima. Es va disputar a Estocolm, Suècia.

## Resultats

### Resultats masculins
| Proves            | Or | Plata | Bronze |
| Floret individual | Manlio Di Rosa                                                                                          | Edoardo Mangiarotti | Jehan Buhan |
| Floret per equips | FrançaRené Bougnol · Jéhan Buhan · Christian d'Oriola · Jacques Lataste · Claude Netter · Adrien Rommel | ItàliaGiancarlo Bergamini · Manlio Di Rosa · Edoardo Mangiarotti · Alessandro Mirandoli · Renzo Nostini · Giorgio Pellini | EgipteOsman Abdel Hafeez · Ahmed Abu-Shadi · Salah Desuki · Hasan Hosni Taufik · Mahmud Yunes · Mohamed Zulficar        |
| Espasa individual | Edoardo Mangiarotti                                                                                     | Carlo Pavesi | Sven Fahlman |
| Espasa per equips | FrançaAlain Besseche · René Bougnol · Jacques Coutrot · Daniel Dagallier · Armand Mouyal · Armand Simon | ItàliaRoberto Battaglia · Dario Mangiarotti · Mario Mangiarotti · Fiorenzo Marini · Carlo Pavesi                          | SuèciaPer Carleson · Sven Fahlman · Carl Forssell · Rolf Julin · Bengt Ljungquist · Berndt-Otto Rehbinder               |
| Sabre individual  | Aladár Gerevich                                                                                         | Pál Kovács | Gastone Darè |
| Sabre per equips  | HongriaTibor Berczelly · Aladár Gerevich · Pál Kovács · Endre Palócz · Károly Pesthy · László Rajcsányi | ItàliaGastone Darè · Roberto Ferrari · Renzo Nostini · Vincenzo Pinton · Mauro Racca · Vittorio Stagni                    | BèlgicaGustave Ballister · Jean Henriet · François Heywaert · Ferdinand Jassogne · Marcel Van Der Auwera · Édouard Yves |

### Resultats femenins
| Proves            | Or | Plata                                                                                              | Bronze                                                                                                  |
| Floret individual | Ilona Elek | Karen Lachmann                                                                                     | Magdolna Nyári-Kovács                                                                                   |
| Floret per equips | FrançaJacqueline Baudot · Odette Drand · Renée Garilhe · Françoise Gouny · Lylian Guyonneau · Therese Sanlaville | HongriaIlona Elek · Margit Elek · Katalin Horváth · Magdolna Nyári · Ilona Sákovics · Ilona Vargha | DinamarcaElla Dam-Larsen · Solveig Jørgensen · Edith Knudsen · Kate Mahaut · Grete Olsen · Ulla Barding |

## Medaller
| Posició | País      | Or | Plata | Bronze | Total |
| 1       | Hongria   | 3  | 2     | 1      | 6     |
| 2       | França    | 3  | 0     | 1      | 4     |
| 3       | Itàlia    | 2  | 5     | 1      | 8     |
| 4       | Dinamarca | 0  | 1     | 1      | 2     |
| 5       | Suècia    | 0  | 0     | 2      | 2     |
| 6       | Bèlgica   | 0  | 0     | 1      | 1     |
| 6       | Egipte    | 0  | 0     | 1      | 1     |